# Natalpruim
De natalpruim (Carissa macrocarpa, basioniem: Arduina macrocarpa) is een plant uit de maagdenpalmfamilie (Apocynaceae). 
Het is een groenblijvende, klimmende, tot 0,5 m hoge struik. Alle plantendelen bevatten een kleverig melksap. De takken zijn bezet met tot 5 cm lange, vertakte doornen. De bladeren zijn tegenoverstaand, ovaal, 3-7 cm lang, donkergroen, leerachtig en glanzend aan de bovenzijde.
De bloemen hebben een lange bloembuis en zijn erg geurend. Ze staan solitair in de bladoksels. De kroonbladeren zijn langwerpig en wit of roze van kleur.
De vruchten zijn rond tot eivormig en rozerood van kleur. Het vruchtvlees is dieprood van kleur, sappig en smaakt aardbeiachtig. De vruchten kunnen als handfruit worden gegeten of verwerkt worden in compotes en vruchtensalades. Het sap van de natalpruim vormt een smaakvolle frisdrank.
De natalpruim komt van nature voor in zuidelijk Afrika. Een verwante soort met eetbare vruchten is de caranda (Carissa carandas).

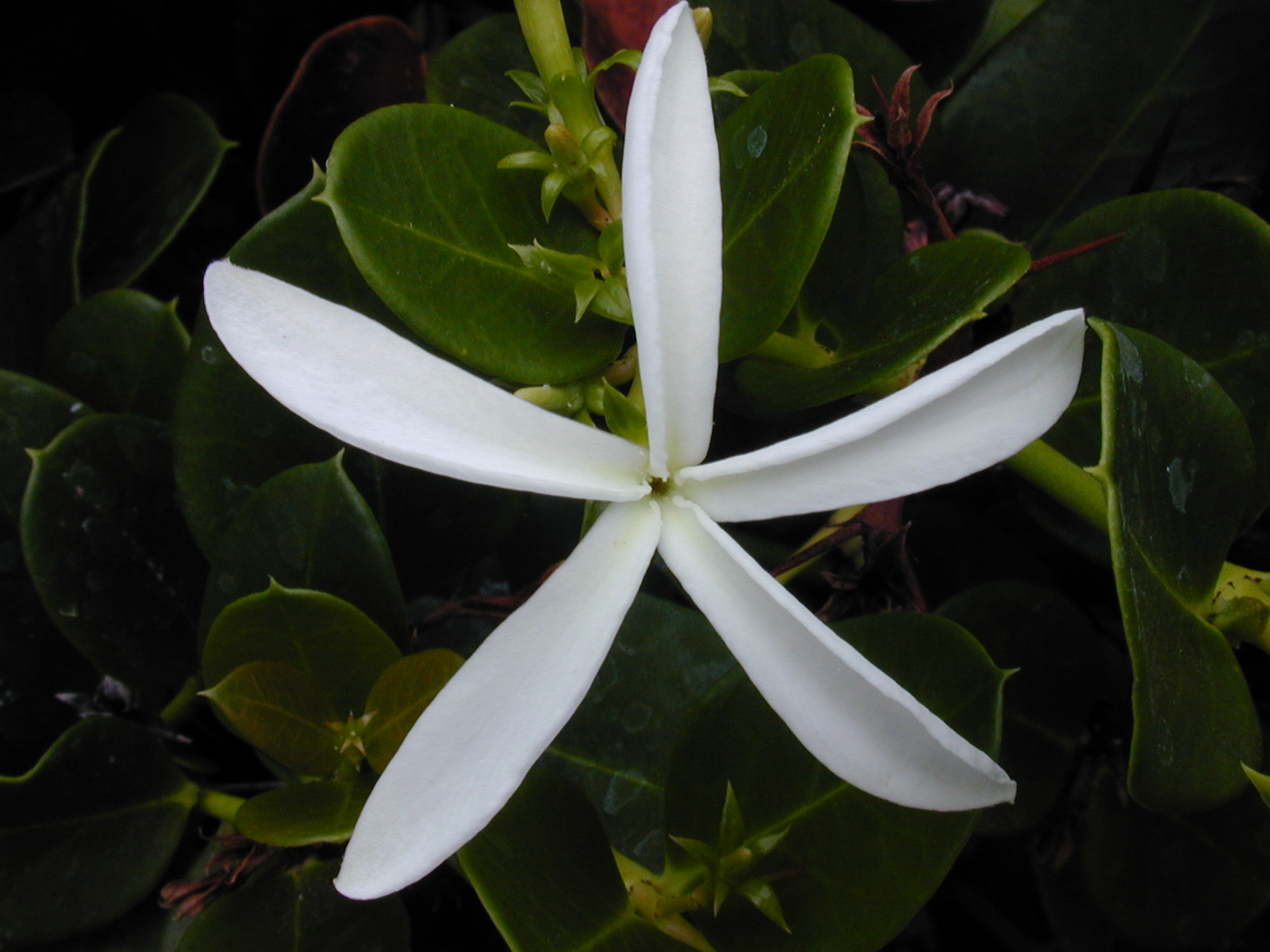
Bloem
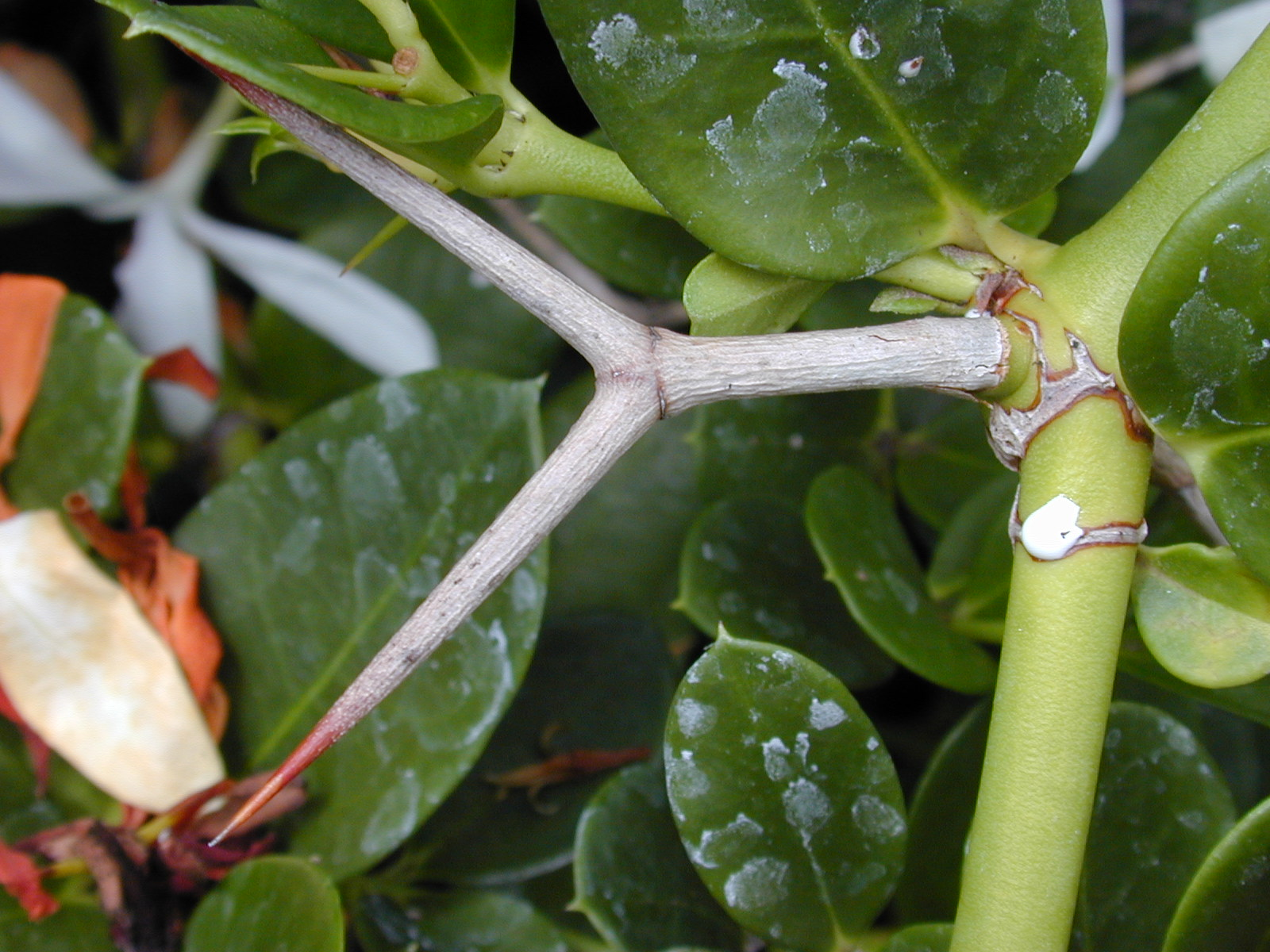
Doorn
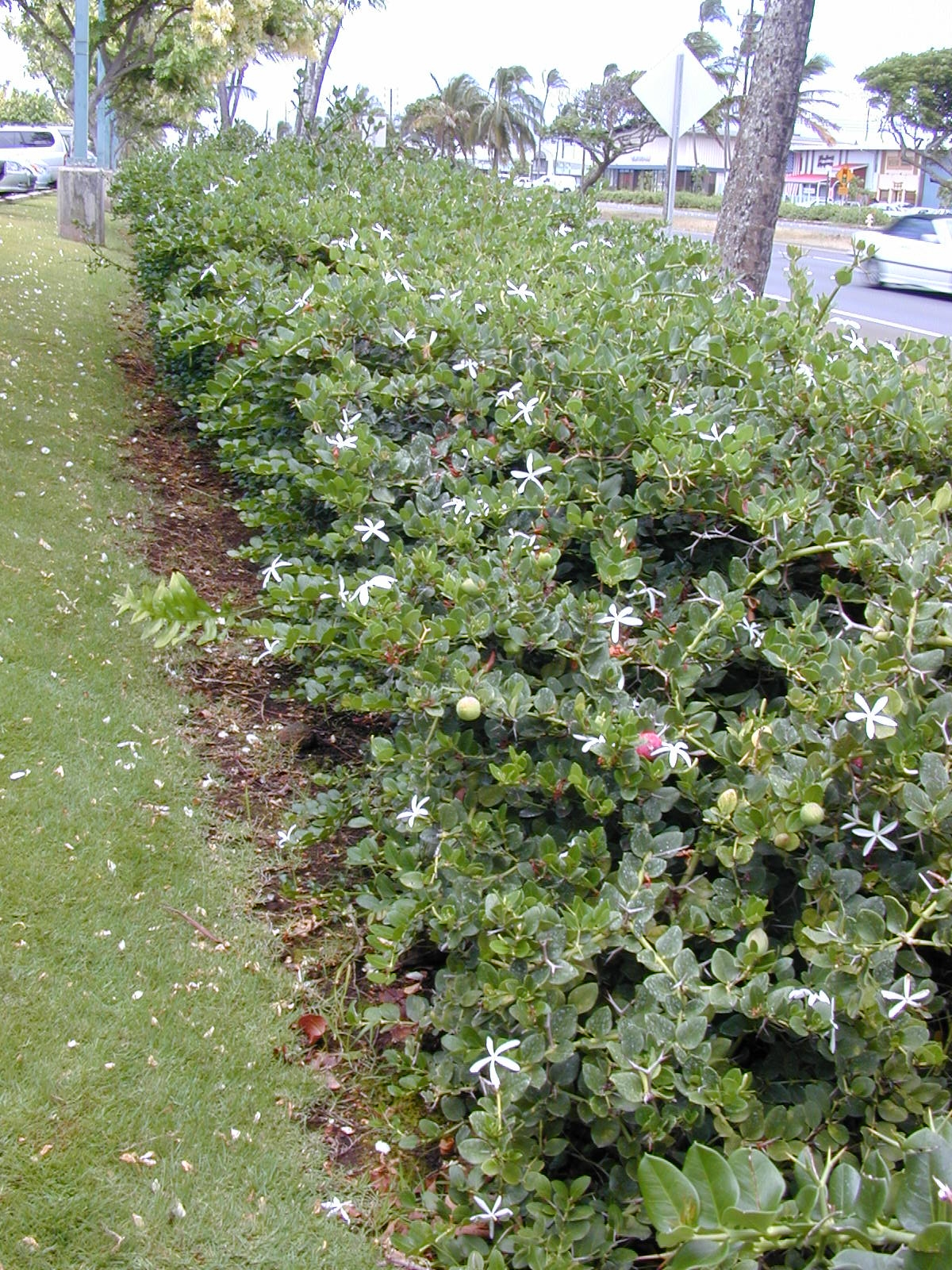
Struik op Hawaï